# あさみのうたIII-青春のたまり場-
『あさみのうたIII-青春のたまり場-』（あさみのうたさん せいしゅんのたまりば）は、2007年2月1日に発売されたあさみちゆきの3枚目のアルバム。

## 解説
収録曲の作詞を全て阿久悠が書き下ろしている。

## 収録曲
※全作詞：阿久悠
1. 青春のたまり場 - (05:00)
作曲：杉本眞人、編曲：川村栄二
※5thシングル。
2. 聖橋で - (05:33)
作曲：杉本眞人、編曲：若草恵
※2007年8月発売の6thシングルにてシングルカット。
3. 林檎をかじりながら - (04:11)
作曲：鈴木キサブロー、編曲：矢野立美
※2012年10月発売の11thシングル「ふるさとの木の下で…」のDVD付盤のカップリングに収録。
4. 居酒屋の箸袋 - (04:43)
作曲：杉本眞人、編曲：若草恵
5. 恋人もいないから - (05:12)
作曲：鈴木キサブロー、編曲：矢野立美
6. 娘から愛をこめて - (04:04)
作曲：網倉一也、編曲：宮崎慎二
7. 前夜祭 - (04:38)
作曲：杉本眞人、編曲：矢野立美
8. 恋華草〜おれとあたし〜 - (04:56)
作曲：杉本眞人、編曲：川村栄二
9. おやすみ東京タワー - (04:46)
作曲：網倉一也、編曲：宮崎慎二
10. 青春のたまり場〜アルバムバージョン〜 - (04:55)
作曲：杉本眞人、編曲：宮崎慎二
11. あした - (05:52)
作曲：大野克夫、編曲：若草恵
※2007年8月発売の6thシングル「聖橋で」のカップリングに収録。